# Kinect Star Wars
A Kinect Star Wars Csillagok háborúja videójáték, melyet a Terminal Reality fejlesztett és a Microsoft Studios és a Lucas Arts jelentetett meg Xbox 360 játékkonzolra, s mely kiaknázza a Kinect mozgásérzékelő eszköz képességeit. A játék 2012. április 3-án jelent meg Észak-Amerikában és Európában, illetve 2012. április 5-én Japánban és Ausztráliában. A Kinect Star Wars volt az utolsó videójáték, melyet a LucasArts jelentetett meg.

## Fogadtatás
| Összegzőoldal | Értékelés |
| ------------- | --------- |
| GameRankings  | 54%       |
| Metacritic    | 55/100    |

| Szerző      | Értékelés |
| ----------- | --------- |
| G4          | 3/5       |
| Giant Bomb  | [ 7 ]     |
| IGN         | 5,5/10    |
| Digital Spy | [ 9 ]     |

A Kinect Star Wars általánosságban negatív kritikában részesült, a tesztelők elsősorban a kiforratlan játékmenet, a gyenge történet és a pontatlan irányítás miatt panaszkodtak. A játék 53,53%-os és 55/100-as átlagpontszámon áll a GameRankings és a Metacritic gyűjtőoldalakon.
Anthony Gallegos, az IGN weboldalnak írt értékelésében azt írta a játékról, hogy az „inkább egy Csillagok háborúja témájú középszerű minijáték-gyűjtemény, mintsem az epikus jediharcok, amiket a rajongók annyira szerettek volna.”
Ezzel szemben a Digital Spy cikkében azt írták, hogy „kár lenne minijáték-gyűjteménnyé leminősíteni a Kinect Star Warst. A fejlesztőcsapat egyértelműen sok időt és erőfeszítést ölt abba, hogy biztosítsák, hogy mindegyik játék megálljon a saját lábán.”
Brad Shoemaker, a Giant Bombnak írt tesztjében a nemtetszését fejezte ki a játékkal szemben, kiemelve, hogy „Nem számít, hogy ki a Kinect Star Wars célcsoportja, az akkor is szinte minden egyes szinten silány termék. Ugyan van néhány fel-felcsillanása, azonban ez a játék nem igazolja a Kinect játékeszközi voltát, illetve fikarcnyit sem tesz azért, hogy a élénkséget vagy értéket állítson vissza a Csillagok háborúja licencbe. A Csillagok háborúja rajongói, a Kinect reménykedői és a kisgyerekek ennél mind többet érdemelnek.”
A Kinect Star Wars az első Kinect-exkluzív játékként az első helyen nyitott az Egyesült Királyság összesített eladási listáján, illetve 2008 óta ez volt az első Csillagok háborúja játék, amely az eladási lista élén nyitott.